# Teppei Uchida
Teppei Uchida (født 22. maj 1975) er en tidligere japansk fodboldspiller.
Han har spillet for flere forskellige klubber i sin karriere, herunder Ventforet Kofu.